# Argyresthites
Argyresthites är ett släkte av fjärilar. Argyresthites ingår i familjen spinnmalar.
Kladogram enligt Catalogue of Life:
| Argyresthites | \| \| Argyresthites balticella \| \| \| \| \| \| Argyresthites succinella \| \| \| \| |
|               | \| \| Argyresthites balticella \| \| \| \| \| \| Argyresthites succinella \| \| \| \| |
|               | Argyresthites balticella                                                              |
|               |                                                                                       |
|               | Argyresthites succinella                                                              |
|               |                                                                                       |